# Maurice Damour
Pour les articles homonymes, voir Damour.
Maurice Damour, né le 25 mars 1873 à Dax (Landes) et décédé le 14 novembre 1953 à Guéthary (Pyrénées-Atlantiques), est un homme politique français.
Ancien élève de HEC, il devient consul à San-Sébastian puis à Santa-Fe et à la Nouvelle-Orléans, il est député des Landes de 1910 à 1919, ne s'inscrivant à aucun groupe.

### Sources
- « Maurice Damour », dans le Dictionnaire des parlementaires français (1889-1940), sous la direction de Jean Jolly, PUF, 1960 [détail de l’édition]